# فرودگاه ترنتون/مانتین ویو
فرودگاه ترنتون/مانتین ویو (به انگلیسی: Trenton/Mountain View Airport) یک فرودگاه نظامی است که یک باند فرود آسفالت دارد و طول باند آن ۱٬۵۲۴ متر است. این فرودگاه در کشور کانادا قرار دارد و در ارتفاع ۱۱۰ متری از سطح دریا واقع شده است.